# ديزي بيرس
ديزي بيرس (بالإنجليزية: Daisy Pearce)‏ هي معلقة رياضية أسترالية، ولدت في 27 مايو 1988 في Bright, Victoria ‏ في أستراليا.

## وصلات خارجية
- ديزي بيرس على موقع AustralianFootball.com (الإنجليزية)